# Torbjörntorps kyrka
Torbjörntorps kyrka tillhör sedan 2010 Mössebergs församling (tidigare Torbjörntorps församling) i Skara stift. Den ligger i Torbjörntorp, cirka tre kilometer norr om centralorten i Falköpings kommun.

## Kyrkobyggnaden
Kyrkan uppfördes 1872 som ersättning för en medeltida kyrka som stod på samma plats och revs i samband med det nya kyrkobygget. Den liksom dess äldre företrädare har varit sockenkyrka i Torbjörntorps socken. Den var gemensamt byggd kyrka för Torbjörntorps och Friggeråkers församlingar. 

## Inventarier
- En tronande madonnaskulptur från 1200-talets senare del utförd i ek. Höjd 115 cm. [1]
- Ett mariaaltare från slutet av 1800-talet, som omges av två mindre träfigurer från medeltiden.
- På altaret en vigvattenbehållare.
- Från den gamla kyrkan kommer ett passionskompass som hänger på norra väggen.
- På korets norra vägg hänger en manieristisk tavla föreställande "Jungfru Marias kröning" och scener ur "Apostlagärningarna". Altartavlan, "Jesus med lärjungarna" målad av Falköpingskonstnären A. G. Ljungström.
- I tornet har liljestenar murats in och i vapenhuset står två stavkorshällar, där en är försedd med ett hakkors.

### Klockor
- Storklockan är senmedeltida och har en illa utformad inskrift som lyder: Petrus. Möjligen är detta namnet på gjutaren.
- Mellanklockan är även den senmedeltida och saknar inskrift.[2]
- Lillklockan har dateringen 1683.

### Orgel
- 1887 byggdes en orgel med 10 stämmor av tenn och trä av Johan Anders Johansson i Mösseberg. Johansson lämnade 10 års garanti på arbetet vilket normalt allmänt var 5 år. Den avsynades och provspelades 12 juli av musikdirektör C. A. Peterson i Skövde som ansåg den för gott arbete med en jämn och mjuk intonation och manual med en lätt touch. Insamlingar för en orgel påbörjades redan 1880.[3]
- Orgeln på västra läktaren är tillverkad 1941 av Hammarbergs Orgelbyggeri AB. Den har fjorton stämmor fördelade på två manualer och pedal. Fasaden, tillverkad 1887, härrör från kyrkans första orgel.[4]